# Жанна де Хохберг
Жанна де Хахберг (Жанна Баден-Заузенбергская) (Jeanne de Hachberg, Jeanne de Bade-Sausenberg; 1485/87 — 23 сентября 1543) — герцогиня де Лонгвиль (по правам мужа), графиня Нёвшателя в 1503—1511 и 1529—1543. Во французских документах родовое имя Жанны и её отца указывается через букву о: de Hochberg, в немецких -  через а: von Hachberg.
Дочь и наследница Филиппа фон Баден-Хохберг-Заузенберга, графа Нойенбурга (Нёвшателя), и Марии Савойской, дочери герцога Амедея IX, внучки французского короля Карла VII.

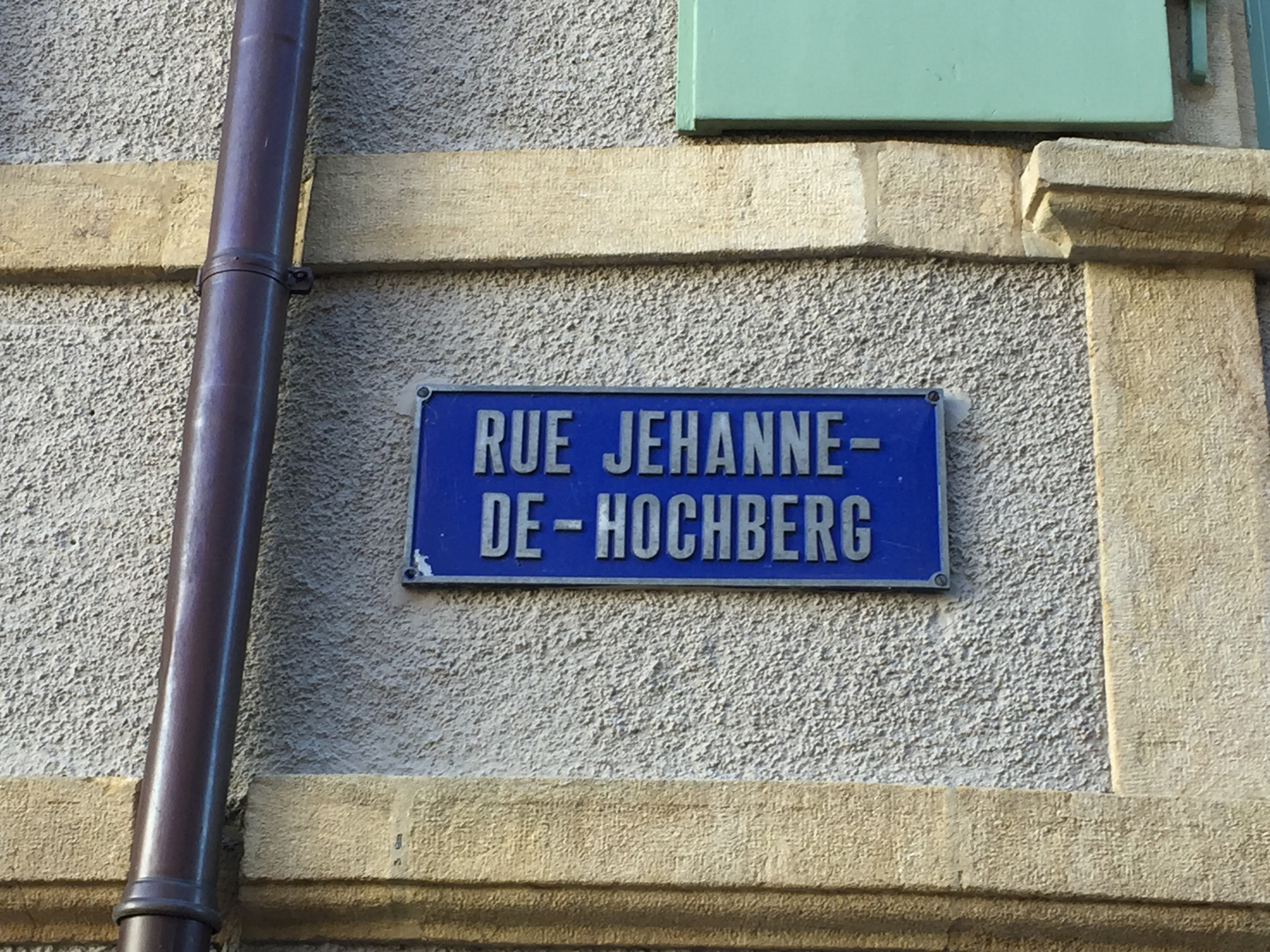

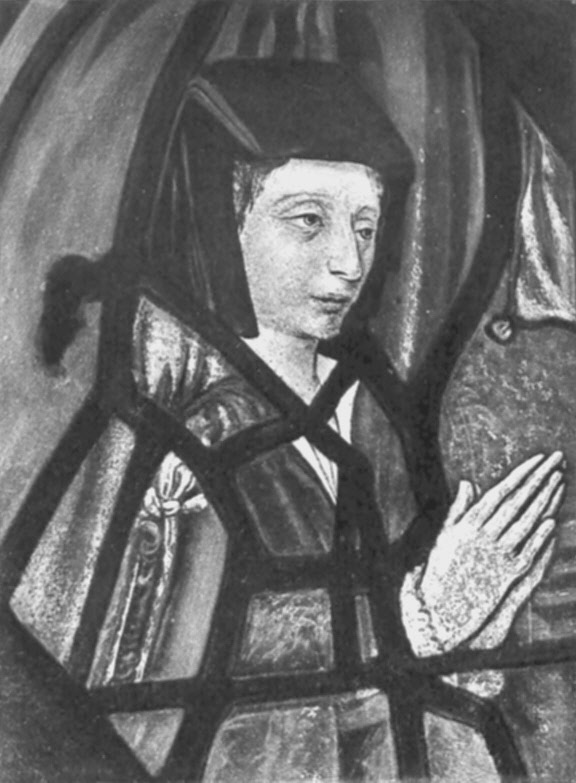

После смерти отца (1503) — графиня Нойенбурга (Нёвшателя). Также унаследовала сеньорию Нуайе, не подкреплённый земельными владениями титул маркизы де Ротлен, и бургиньонские фьефы — Луан, Сёрр и Сен-Жорж, Сент-Круа, Шаньи. Маркграфство Хохберг-Заузенберг отошло к Бадену, так как не могло наследоваться по женской линии.
В 1504 году вышла замуж за Людовика I Орлеанского (1480—1516), который в 1512 году стал герцогом Лонгвиля.
В 1511 году Швейцарская конфедерация в ходе войны с Францией оккупировала Нёвшатель. В августе 1529 года Жанна де Хохберг восстановила свою власть в графстве в результате соглашения с кантонами.
Дети:
- Клод (1508—1524), герцог Лонгвиля с 1516;
- Луи II (1510—1536), граф Нёвшателя;
- Франсуа (1513—1548), маркиз де Ротлен, граф Нёвшателя;
- Шарлотта (1512—1549), унаследовала бургиньонские фьефы матери, жена Филиппа Савойского, герцога де Немур.

В 1581 году после уплаты баден-дурлахскими маркграфами отступных в 225 000 гульденов, Мария де Бурбон, вдова Леонора д’Орлеан-Лонгвиль и опекун своих несовершеннолетних детей, отказалась от территориальных претензий на Хохберг-Заузенберг и Ротлен (Рёттельн), сохранив за собой титул маркизы.
В августе 1943 года, через 400 лет после смерти, именем Жанны де Хохберг была названа улица в Нёвшателе (la rue Jehanne-de-Hochberg).